# Pseudoobiloviny

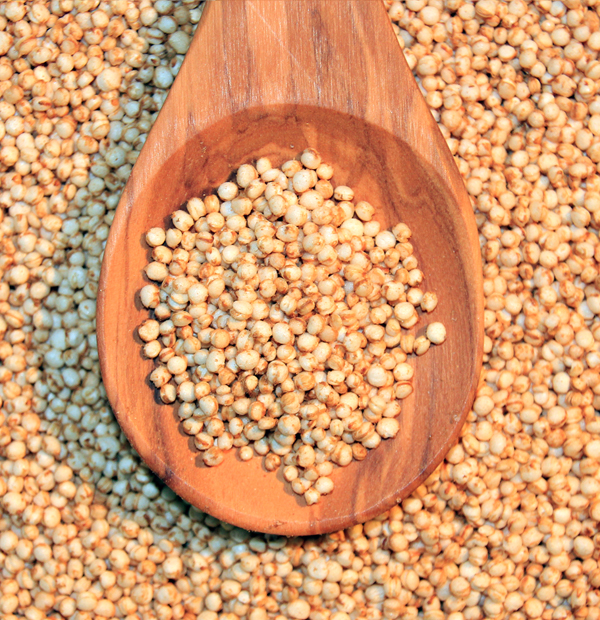
Pseudoobiloviny: quinoa

Pseudocereálie (pseudoobiloviny) mají gastronomické využití prakticky shodné s obilovinami, jelikož hlavní zásobní látkou je u nich také škrob. Jsou to však semena pseudoobilnin, rostlin, které nepatří mezi (obilní) trávy, ale mají stejné hospodářské využití a chemické složení jako obilniny. Pseudocereálie také na rozdíl od některých obilovin neobsahují lepek, a proto jsou vhodné pro bezlepkovou dietu.
| pseudoobilovina | druh                                               | rod                   | čeleď                        |
| --------------- | -------------------------------------------------- | --------------------- | ---------------------------- |
| amarant         | laskavec červenoklasý (Amaranthus hypochondriacus) | laskavec (Amaranthus) | laskavcovité (Amaranthaceae) |
| amarant         | laskavec krvavý (Amaranthus cruentus)              | laskavec (Amaranthus) | laskavcovité (Amaranthaceae) |
| amarant         | laskavec ocasatý (Amaranthus caudatus)             | laskavec (Amaranthus) | laskavcovité (Amaranthaceae) |
| quinoa          | merlík čilský (Chenopodium quinoa)                 | merlík (Chenopodium)  | laskavcovité (Amaranthaceae) |
| pohanka         | pohanka obecná (Fagopyrum esculentum)              | pohanka (Fagopyrum)   | rdesnovité (Polygonaceae)    |
| pohanka         | pohanka tatarská (Fagopyrum tataricum)             | pohanka (Fagopyrum)   | rdesnovité (Polygonaceae)    |